# Ручира, Навин
Навин Ручира (синг. Naveen Ruchira, род. 15 сентября 1989, Шри-Ланка) — шри-ланкийский шоссейный велогонщик.

## Карьера
В 2015 году Навин Ручира стал чемпионом Шри-Ланки на шоссе в групповой гонке, опередив своего товарища по команде Дживана Джаясингхе.
В феврале 2016 года он занял второе место в гонке критериум на Южно-Азиатских играх, на этот раз уступив своему соотечественнику Дживану Джаясингхе. Пять месяцев спустя выиграл первый этап SLT Speed Up Cycle Sawariya проходивший в Матаре.

## Достижения
2015
 Чемпион Шри-Ланки — групповая гонка
2016
 2-й на Южноазиатских играх — критериум